# رد بنک، نیوجرسی
رد بنک (به انگلیسی: Red Bank) شهری در ایالت نیوجرسی کشور ایالات متحده آمریکا است که جمعیت آن در سرشماری سال ۲۰۱۰ میلادی، ۱۲٬۲۰۶ نفر بوده‌است.